# Ави (субрегион)
 А́ви (также Аве, порт.  Ave ; португальское произношение: [ˈav(ɨ)]) — экономико-статистический субрегион в Северном регионе Португалии.Включает в себя часть округа Брага и 2 муниципалитета округа Порту.
Территория — 1238 км². Население — 509 969 человек.

## География
Регион граничит:
- на севере — субрегионы Каваду, Алту-Траз-уш-Монтеш
- на востоке — субрегион Тамега
- на юге — субрегион Тамега
- на западе — субрегион Большой Порту

## Муниципалитеты
Субрегион включает в себя 9 муниципалитетов:

### Муниципалитеты округа Брага
- Виейра-ду-Минью
- Визела
- Вила-Нова-де-Фамаликан
- Гимарайнш
- Кабесейраш-де-Башту
- Повуа-де-Ланьозу
- Фафе

### Муниципалитеты округа Порту
- Санту-Тирсу
- Трофа

## Крупнейшие города
- Гимарайнш — 52 тыс. жителей
- Вила-Нова-де-Фамаликан — 30 тыс. жителей
- Трофа — 20,7 тыс.жителей
- Фафе — 15,3 тыс.жителей
- Санту-Тирсу — 14 тыс.жителей
- Визела — 10 тыс.жителей